# World Music Award 2003
I World Music Award 2003 (15ª edizione) si sono tenuti a Monte Carlo il 12 ottobre 2003.

## Premiati

### Premi 2003
- World's Best Selling Artist of the year: 50 Cent
- World's Best Selling Pop Male Artist: Michael Jackson
- World's Best Selling Pop Female Artist: Norah Jones
- World's Best Selling Pop Group Artist: t.A.T.u.
- World's Best Selling Pop/Rock Artist: Eminem
- World's Best Selling Rock Group: Linkin Park
- World's Best Selling Dance Artist: Justin Timberlake
- World's Best Selling Dance Group: t.A.T.u.
- World's Best Selling Adult Contemporary Artist: Norah Jones
- World's Best Selling R&B Artist: 50 Cent
- World's Best Selling Rap/Hip-Hop Artist: 50 Cent
- World's Best Selling Latin female artist: Shakira
- World's Best Selling Latin male artist: David Bisbal
- World's Best Selling Duo: t.A.T.u.
- World's Best Selling New Artist: 50 Cent

### Premi speciali
- Chopard Diamond Award: Mariah Carey

### Premi regionali
- World's Best American Female Artist: Pink
- World's Best American Male Artist: Eminem
- World's Best British Male Artist: Robbie Williams
- World's Best British Female Artist: Dido
- World's Best Canadian Artist: Avril Lavigne
- World's Best Chinese Artist ：Nicholas Tse
- World's Best Dutch Artist: Do
- World's Best French Male Artist: Patrick Bruel
- World's Best French Female Artist: Lorie
- World's Best Greek Artist: Yannis Kotsiras
- World's Best Italian Male Artist: Eros Ramazzotti
- World's Best Italian Female Artist: Laura Pausini
- World's Best Indian Artist: Panjabi MC
- World's Best Irish Male Artist: Ronan Keating
- World's Best Irish Female Artist: Enya
- World's Best German Artist: Herbert Grönemeyer
- World's Best Middle Eastern Artist: Samira Said
- World's Best Scandinavian Artist: Roxette
- World's Best Swiss Artist: DJ Bobo